# Lollands Vesterborg
Lollands Vesterborg er en af 3 tilflugtsborge fra jernalderen på Lolland og Falster. Det antages at borgene skulle beskytte befolkningen i tilfælde af angreb fra syd og øst over Østersøen.
Mens borgen på Falster har været kendt og anerkendt længe, var det først i 1928 at eksistensen en tilsvarende borg på Midtlolland blev hævdet af C.C. Haugner. Han foreslog samtidig, at der også på Vestlolland måtte findes en tilflugtsborg. I 1995 blev der foretaget udgravninger i ”Østerborg”, og det blev fastslået, at den stammer fra ca. 550 e. Kr.
Imidlertid ledte man ikke efter nogen ”Vesterborg” før i oktober 2000. Ved denne lejlighed gravede medarbejdere fra Lolland-Falsters Stiftsmuseum i Maribo en søgegrøft gennem en kort vold, der tæt på Halsted løber parallelt med hovedvej 9 over en strækning af knap to hundrede meter. I vest som en enkelt vold, men østpå med et dobbelt og tredobbelt voldforløb med grave mod syd. Det tredobbelte voldforløb har en bredde på lidt over 25 meter, og toppen af den inderste vold ligger to meter over den yderste voldgrav. Den indre vold er 4 – 5 meter bred og én meter høj. Den mellemste vold er knapt så bred og kun halvt så høj. Den yderste og sydligste vold er noget udflydende.
Det område, der formodes at udgøre folkeborgen, afgrænses af Halsted Å med en række fugtige enge mod vest, Vesterborg Sø mod nord og den undersøgte vold mod syd. Mod øst er det ikke lykkedes at finde voldrester, idet området i dag er landbrugsjord. Det har dog tidligere været mere vandlidende, og måske har der i det område været en kombination af vådområder og mindre voldstykker.